# Mr. Mister
Mr. Mister war eine US-amerikanische Pop-Rock-Band, die zwischen 1982 und 1990 bestand. Ihren größten Erfolg feierte sie mit dem im Herbst 1985 erschienenen Album Welcome to the Real World, auf dem sich die beiden Hits Broken Wings und Kyrie befanden.

## Geschichte

### 1978–1984: Anfänge
Richard Page arbeitete zunächst als Studiomusiker (u. a. für Quincy Jones) und komponierte für Michael Jackson, Donna Summer, Kenny Loggins, Al Jarreau und viele andere.
Ende der 1970er-Jahre gründete er mit seinem Freund Steve George, einem ebenfalls äußerst aktiven Studiomusiker, in Phoenix (Arizona) die Band Pages. 1978 erschien ihr erstes Album, schlicht Pages genannt. Ein Jahr später erschien das Album Future Street mit der Singleauskopplung I Do Believe in You (US-Charts Platz 84, 15. Dezember 1979). Dieser Titel wurde ein Jahr später von der Band America auf dem Album Alibi (Capitol Records) eingespielt, wobei Richard Page auch als Backgroundsänger mitwirkte.
Der ebenfalls auf Future Street enthaltene Titel Who’s Right, Who’s Wrong erschien 1979 auf Kenny Loggins’ Platin-Album Keep the Fire. 1981 veröffentlichten Pages ihr drittes und letztes Album, wie bereits das erste unter gleichem Namen.
Aus Pages gingen Mr. Mister hervor, die im Frühjahr 1984 mit I Wear the Face ihr erstes Album auf RCA Records veröffentlichten. Die Single Hunters of the Night erreichte Platz 57 in den Billboard-Single-Charts. Die Nachfolge-Auskopplung Talk the Talk, auch als Radio-Remix auf 12" veröffentlicht, konnte sich nicht platzieren.
Nach Erscheinen des Albums wurde Richard Page angeboten, Bobby Kimball, den Leadsänger von Toto, zu ersetzen, da der die Band im Jahr 1984 vorübergehend verlassen hatte. Page lehnte das ab, ebenso wie das spätere Angebot, den 1985 ausgestiegenen Peter Cetera von Chicago zu ersetzen.

### 1985–1986: Durchbruch mitWelcome to the Real World
Ihr Durchbruch gelang der Band im Herbst 1985 mit dem Album Welcome to the Real World, von dem die Songs Broken Wings und Kyrie stammten, die sich als Nummer-eins-Hits in den Vereinigten Staaten platzieren konnten. Die dritte Single Is It Love erreichte Platz acht. Das Album erreichte Platz eins der US-Charts und erhielt Platin.

### 1987–1990: Nachlassender Erfolg und Auflösung
Das dritte im Spätsommer 1987 veröffentlichte Album Go On... konnte nicht an die bisherigen Erfolge anknüpfen, obwohl die Lead-Single Something Real (Inside Me/Inside You), die bereits 1985 auf dem Filmsoundtrack Youngblood (RCA) veröffentlicht worden war, es in den USA immerhin (wenn auch knapp) in die Top 30 schaffte. 1988 kam es zu Differenzen innerhalb der Band, woraufhin Steve Farris ausstieg.
Das vierte 1989 fertiggestellte Album Pull wurde nicht veröffentlicht, nachdem die Plattenfirma die Band fallengelassen hatte, die sich im Folgejahr auch auflöste.
Erst im Herbst 2010, 21 Jahre später, erschien dieses Album unter dem Direktvermarktungs-Label Little Dume Recordings, welches von Richard Page gegründet wurde.

### Seit 1990: Gegenwärtige Aktivitäten der einzelnen Mitglieder
Nach der Auflösung der Band war Richard Page wieder als Songschreiber (Co-Autor für Madonnas I’ll Remember, das 1994 Platz zwei der US-Single-Charts erreichte) und auch als Backgroundsänger für viele Künstler tätig und brachte 1996 das Album Shelter Me (Blue Thumb Records) als Solokünstler heraus.
In kleiner Auflage wurde noch eine CD mit vier Akustikversionen der auf dem Album Shelter Me befindlichen Songs The Best Thing, A Simple Life, Even the Pain, Shelter Me sowie dem Nummer-eins-Hit Broken Wings veröffentlicht.
1994 erschien das Album Meanwhile der Band 3rd Matinee mit Page als Leadsänger und Madonna-Produzent Patrick Leonard an den Keyboards. 2003 erschien auf dem in Japan veröffentlichten Album Sincerely (Mariya Takeuschi Songbook II) der Titel Pure Love Lucky Star, ebenfalls mit Richard Page als Sänger.
Steve Farris tourte mit Whitesnake und nahm Stücke mit Tori Amos, den 4 Non Blondes und anderen auf; Mastelotto spielte für XTC, King Crimson, Mastica und andere; Steve George war bis 1997 musikalischer Leiter für Kenny Loggins und tourte mit Jewel; John Lang gründete später die Band Djinn.
Mr. Mister können als Vertreter für den typischen Sound des Pop-Rock der 1980er-Jahre angesehen werden. Ihre beiden bekanntesten und erfolgreichsten Songs sind Broken Wings und Kyrie (1985).

## Diskografie

### Studioalben
| Jahr | Titel                     | Höchstplatzierung, Gesamtwochen, AuszeichnungChartplatzierungen (Jahr, Titel, Platzierungen, Wochen, Auszeichnungen, Anmerkungen) | Höchstplatzierung, Gesamtwochen, AuszeichnungChartplatzierungen (Jahr, Titel, Platzierungen, Wochen, Auszeichnungen, Anmerkungen) | Höchstplatzierung, Gesamtwochen, AuszeichnungChartplatzierungen (Jahr, Titel, Platzierungen, Wochen, Auszeichnungen, Anmerkungen) | Höchstplatzierung, Gesamtwochen, AuszeichnungChartplatzierungen (Jahr, Titel, Platzierungen, Wochen, Auszeichnungen, Anmerkungen) | Höchstplatzierung, Gesamtwochen, AuszeichnungChartplatzierungen (Jahr, Titel, Platzierungen, Wochen, Auszeichnungen, Anmerkungen) | Anmerkungen                                                                 |
| Jahr | Titel                     | DE | AT | CH | UK | US | Anmerkungen                                                                 |
| ---- | ------------------------- | --- | --- | --- | --- | --- | --------------------------------------------------------------------------- |
| 1984 | I Wear the Face           | — | — | — | — | US170 (7 Wo.)US | Erstveröffentlichung: 27. März 1984                                         |
| 1985 | Welcome to the Real World | DE8 (25 Wo.)DE | AT12 (8 Wo.)AT | CH10 (18 Wo.)CH | UK6 Gold · (24 Wo.)UK | US1 Platin · (58 Wo.)US | Erstveröffentlichung: 20. Juni 1985                                         |
| 1987 | Go On...                  | DE52 (4 Wo.)DE | — | CH15 (2 Wo.)CH | — | US55 (17 Wo.)US | Erstveröffentlichung: 8. September 1987                                     |
| 2010 | Pull                      | — | — | — | — | — | Erstveröffentlichung: 23. November 2010 wurde bereits 1989 fertigproduziert |

### Singles
| Jahr | Titel Album                                    | Höchstplatzierung, Gesamtwochen, AuszeichnungChartplatzierungen (Jahr, Titel, Album, Platzierungen, Wochen, Auszeichnungen, Anmerkungen) | Höchstplatzierung, Gesamtwochen, AuszeichnungChartplatzierungen (Jahr, Titel, Album, Platzierungen, Wochen, Auszeichnungen, Anmerkungen) | Höchstplatzierung, Gesamtwochen, AuszeichnungChartplatzierungen (Jahr, Titel, Album, Platzierungen, Wochen, Auszeichnungen, Anmerkungen) | Höchstplatzierung, Gesamtwochen, AuszeichnungChartplatzierungen (Jahr, Titel, Album, Platzierungen, Wochen, Auszeichnungen, Anmerkungen) | Höchstplatzierung, Gesamtwochen, AuszeichnungChartplatzierungen (Jahr, Titel, Album, Platzierungen, Wochen, Auszeichnungen, Anmerkungen) | Anmerkungen                         |
| Jahr | Titel Album                                    | DE | AT | CH | UK | US | Anmerkungen                         |
| ---- | ---------------------------------------------- | --- | --- | --- | --- | --- | ----------------------------------- |
| 1984 | Hunters of the Night I Wear the Face           | — | — | — | — | US57 (8 Wo.)US | Erstveröffentlichung: Februar 1984  |
| 1985 | Broken Wings Welcome to the Real World         | DE8 (17 Wo.)DE | AT17 (12 Wo.)AT | CH4 (10 Wo.)CH | UK4 Gold · (13 Wo.)UK | US1 (22 Wo.)US | Erstveröffentlichung: Juni 1985     |
| 1985 | Kyrie Welcome to the Real World                | DE7 (15 Wo.)DE | AT5 (10 Wo.)AT | CH3 (10 Wo.)CH | UK11 (9 Wo.)UK | US1 (20 Wo.)US | Erstveröffentlichung: Dezember 1985 |
| 1986 | Is It Love Welcome to the Real World           | DE42 (9 Wo.)DE | — | — | UK87 (1 Wo.)UK | US8 (17 Wo.)US | Erstveröffentlichung: März 1986     |
| 1987 | Something Real (Inside Me/Inside You) Go On... | — | — | — | — | US29 (11 Wo.)US | Erstveröffentlichung: August 1987   |

Weitere Singles
- 1984: Talk the Talk
- 1986: Black/White
- 1987: Healing Waters (nur in Europa)
- 1987: The Border (nur in USA)
- 1988: Stand and Deliver

## Auszeichnungen für Musikverkäufe
| Goldene Schallplatte - Kanada - 1985: für die Single Broken Wings - 1986: für die Single Kyrie - 1987: für das Album Go On - Schweden - 1987: für das Album Welcome to the Real World | 3× Platin-Schallplatte - Kanada - 1986: für das Album Welcome to the Real World |

Anmerkung: Auszeichnungen in Ländern aus den Charttabellen bzw. Chartboxen sind in ebendiesen zu finden.
| Land/RegionAuszeichnungen für Musikverkäufe (Land/Region, Auszeichnungen, Verkäufe, Quellen) | Gold     | Platin     | Verkäufe  | Quellen                                                |
| -------------------------------------------------------------------------------------------- | -------- | ---------- | --------- | ------------------------------------------------------ |
| Kanada (MC)                                                                                  | 3× Gold3 | 3× Platin3 | 450.000   | musiccanada.com                                        |
| Schweden (IFPI)                                                                              | Gold1    | —          | 50.000    | ifpi.se (Memento vom 21. Mai 2012 im Internet Archive) |
| Vereinigte Staaten (RIAA)                                                                    | —        | Platin1    | 1.000.000 | riaa.com                                               |
| Vereinigtes Königreich (BPI)                                                                 | 2× Gold2 | —          | 500.000   | bpi.co.uk                                              |
| Insgesamt                                                                                    | 6× Gold6 | 4× Platin4 |           |                                                        |

## Sonstiges
- In dem 2009 erschienenen Lied Hey, Soul Sister der Band Train wird im Refrain Bezug auf Mr. Mister genommen:

„Hey, Soul Sister, ain’t that Mr. Mister on the radio, stereo, …“